# بحيرة كوتاباتامبا
بحيرة كوتاباتامبا هي بحيرة جليدية تقع في متنزه كوسيوسكو الوطني، نيو ساوث ويلز، أستراليا.
تقع بحيرة كوتاباتامبا على ارتفاع 2048 مترًا، أي حوالي 800 متر جنوب قمة جبل كوسيياسكو، أعلى قمة في أستراليا. وهي أعلى بحيرة ارتفاعًا في أستراليا. يبلغ طولها 400 متر ويبلغ أقصى عمق لها حوالي 5 أمتار